# Hieronymus Dungersheim
Hieronymus Dungersheim ou Dungersheym von Ochsenfart (1465, Ochsenfurt – 1540) foi um teólogo católico alemão e controverso (cético). Professor da Universidade de Leipzig, ele foi um dos primeiros oponentes dos luteranos de lá.

## Trabalhos
- De modo discendi et docendi ad populum sacra seu de modo prædicandi (1513)
- Schriften Gegen Luther Theorismata Duodecim Contra Lutherum, Articuli Sive Libelli Triginta, modern edition by Theobald Freudenberger (1987) ISBN 978-3-402-03453-8 / ISBN 3-402-03453-0